# Championnats du monde de biathlon 1974
Les Championnats du monde de biathlon 1974 se tiennent à Minsk (RSS de Biélorussie), du 27 février au 1er mars 1974. Une troisième épreuve voit le jour lors de ces championnats : le sprint, disputé sur une distance de 10 km. Le Finlandais Juhani Suutarinen remporte les deux titres individuels.

## Résultats
| Épreuve            | Or                                                                                   | Argent                                                            | Bronze                                                        |
| Sprint 10 km H     | Juhani Suutarinen                                                                    | Günther Bartnick                                                  | Torsten Wadman                                                |
| 20 km individuel H | Juhani Suutarinen                                                                    | Gheorghe Gârniță                                                  | Tor Svendsberget                                              |
| Relais 4×7,5 km H  | Union soviétique Alexandre Tikhonov Alexander Ushakov Nikolaï Krouglov Yuri Kolmakov | Finlande Simo Halonen Heikki Flöjt Juhani Suutarinen Heikki Ikola | Norvège Kjell Hovda Kåre Hovda Terje Hanssen Tor Svendsberget |

## Tableau des médailles
| Médailles | Pays               | Or | Argent | Bronze | Ensemble |
| --------- | ------------------ | -- | ------ | ------ | -------- |
| 1         | Finlande           | 2  | 1      | 0      | 3        |
| 2         | Union soviétique   | 1  | 0      | 0      | 1        |
| 3         | Allemagne de l'Est | 0  | 1      | 0      | 1        |
| 3         | Roumanie           | 0  | 1      | 0      | 1        |
| 5         | Norvège            | 0  | 0      | 2      | 2        |
| 6         | Suède              | 0  | 0      | 1      | 1        |